# Portneuf (district électoral du Canada-Uni)
Pour les articles homonymes, voir Portneuf.
Circonscription électorale provinciale du Canada
Portneuf est un district électoral de l'Assemblée législative de la province du Canada.

## Liste des députés
| Années | Années      | Député                            | Affiliation                     |
| ------ | ----------- | --------------------------------- | ------------------------------- |
|        | 1841 - 1842 | Thomas Cushing Aylwin             | Canadien-français antiunioniste |
|        | 1842 - 1844 | Thomas Cushing Aylwin             | Canadien-français               |
|        | 1844 - 1848 | Lewis Thomas Drummond             | Canadien-français               |
|        | 1848 - 1851 | Édouard-Louis Juchereau Duchesnay | Canadien-français               |
|        | 1848 - 1851 | Édouard-Louis Juchereau Duchesnay | Réformiste                      |
|        | 1851 - 1854 | Ulric-Joseph Tessier              |                                 |
|        | 1854 - 1858 | Joseph-Élie Thibaudeau            |                                 |
|        | 1858 - 1861 | Joseph-Élie Thibaudeau            |                                 |
|        | 1861 - 1863 | Jean-Docile Brousseau             | Libéral-conservateur            |
|        | 1863 - 1867 | Jean-Docile Brousseau             | Libéral-conservateur            |